# Gema Martín Muñoz
Gema Martín Muñoz, née le 15 novembre 1955 à Madrid, est une sociologue, arabiste et essayiste espagnole. Experte du monde arabe, elle est professeur de sociologie du monde arabe et islamique à l'université autonome de Madrid depuis 1998 et a été conseillère de la présidence du gouvernement espagnol à deux occasions durant les mandats de Felipe González et José María Aznar.

## Biographie
Elle est membre de la fondation Atman, professeur invité à l'université Harvard et collabore avec la Sorbonne avec qui elle a des projets. Elle a écrit bon nombre d'articles et essais spécialisés, spécialement dans le journal El País, sur le Moyen-Orient, l'islam et le conflit israélo-palestinien, tout comme la situation de l'Algérie durant le conflit avec les islamistes.
Elle a participé en tant qu'experte à la commission de recherche sur les attentats de Madrid du 11 mars 2004.
De juillet 2006 à 2012, elle est la première directrice de la Casa Árabe.

## Distinctions
En 2006, le gouvernement égyptien lui décerne la décoration du grand ordre des Sciences et des Arts, qu'elle reçoit de la main même du président Hosni Mubarak.

## Œuvre
- Democracia y derechos humanos en el mundo árabe.
- Mujeres, desarrollo y democracia en el Magreb. Madrid, 1995. Ediciones Fundación Pablo Iglesias.
- El Islam y el Mundo Árabe. Guía didáctica para profesores y formadores. Madrid, 1996. Agencia Española de Cooperación Internacional.
- Islam, Modernism and the West: Cultural and Political Relations at the End of the Millennium. Londres-Nueva York, 1999.
- El Estado Árabe. Crisis de legitimidad y contestación islamista Madrid, 2000.
- Aprender a conocerse. Percepciones sociales y culturales entre España y Marruecos. Madrid, 2001. Fundación Repsol y Fondation Hassan II pour les Marocains résidant à l’étranger.
- Irak. Un fracaso de Occidente, 1920-2003.

## Sources et liens externes
- (es) Martín Muñoz, Gema sur le site de l'université autonome de Madrid